# Amen Corner (Berkshire)
Amen Corner – wieś w Anglii, w hrabstwie ceremonialnym Berkshire, w dystrykcie (unitary authority) Bracknell Forest. Leży 14 km na wschód od centrum miasta Reading i 47 km na zachód od centrum Londynu.